# 16-os busz (Pécs)
A pécsi 16-os jelzésű autóbusz Meszes déli csücskében található Budai Állomás és az Ipari park kapcsolatát látja el. A járatok a pécsi ipari park dolgozóit hozzák be a Budai Állomásra, ahol átszállhattak az úti céljuknak megfelelő járatra. A 16-os járat egyedülálló Pécsett, nincs még egy járat, amelynek két végállomása között egy megállója sincs. Korábban a járatok egy része egyik irányban garázsmenetként közlekedett, illetve szerződéses járatok is közlekednek az ipari parkba.

## Története
A járat az 1990-es évek végén indult.
2014. január 31-én megszűnt, helyette néhány 20-as járat járt az ekkor Finn utcára átnevezett Ipari park megálló felé. Az utasigények miatt azonban három héttel később, 2014. február 24-től újra jár a 16-os járat, a 20-as, 21-es és 121-es járatokkal kiegészítve.

## Útvonala
| Budai Állomás → Finn utca                                                                            | Finn utca → Budai Állomás                                                                            |
| --- | --- |
| Budai Állomás vá. – Schroll József utca – Üszögi út – Hegedűs János utca – Finn utca – Finn utca vá. | Finn utca vá. – Finn utca – Hegedűs János utca – Üszögi út – Schroll József utca – Budai Állomás vá. |

## Megállóhelyei
| 16 (Budai Állomás – Finn utca) |                          |          | |               |
| Perc (↓)                       | Megállóhely              | Perc (↑) | Megállóhelyet érintő járatok | Létesítmények |
| 0                              | Budai Állomás végállomás | 5        | 2, 2A, 2E, 4, 4Y, 12, 13, 13E, 13Y, 14, 14Y, 15, 15A, 16, 25, 26, 26A, 30Y, 60, 60A, 60Y, 102, 102Y, 104, 104A, 104E, 104Y · Helyközi autóbuszok | Tesco         |
| 5                              | Finn utca végállomás     | 0        | 16, 20, 21, 21A, 121 · Helyközi autóbuszok | Ipari park    |